# Championnat de Syrie de football 2021-2022
Navigation
Saison précédente Saison suivante
La saison 2021-2022 du Championnat de Syrie de football est la cinquante-et-unième édition du championnat de première division en Syrie. Les quatorze meilleurs clubs du pays sont regroupés au sein d'une poule unique où ils s'affrontent deux fois au cours de la saison, à domicile et à l'extérieur. En fin de saison, les quatre derniers du classement sont relégués.
Le Tishreen SC, le tenant du titre, est de nouveau champion de Syrie.

## Les clubs participants
- Al-Karamah SC
- Al Ittihad Alep
- Hutteen SC
- Al Taliya Hama
- Al Wahda Club
- Al-Horgelah SC
- Tishreen SC
- Al Shorta Damas
- Al Wathba Homs
- Al Jaish Damas
- Jableh SC
- Al Futuwa Deir ez-Zor
- Afrin SC- promu de D2
- Nawair SC- promu de D2

## Compétition
Le barème utilisé pour établir les différents classement est le suivant :
- Victoire : 3 points
- Match nul : 1 point
- Défaite : 0 point

### Classement
| Rang | Équipe                | Pts | J  | G  | N  | P  | Bp | Bc | Diff |
| ---- | --------------------- | --- | -- | -- | -- | -- | -- | -- | ---- |
| 1    | Tishreen SCT          | 62  | 26 | 19 | 5  | 2  | 46 | 17 | +29  |
| 2    | Al Wathba Homs        | 58  | 26 | 18 | 4  | 4  | 43 | 10 | +33  |
| 3    | Al Jaish Damas        | 46  | 26 | 13 | 7  | 6  | 38 | 22 | +16  |
| 4    | Al Wahda Club         | 39  | 26 | 11 | 6  | 9  | 31 | 27 | +4   |
| 5    | Al Ittihad Alep C     | 38  | 26 | 10 | 8  | 8  | 27 | 23 | +4   |
| 6    | Al Taliya Hama        | 36  | 26 | 9  | 9  | 8  | 30 | 28 | +2   |
| 7    | Jableh SC             | 35  | 26 | 8  | 11 | 7  | 26 | 28 | -2   |
| 8    | Al-Karamah SC         | 35  | 26 | 8  | 11 | 7  | 24 | 20 | +4   |
| 9    | Al Futuwa Deir ez-Zor | 35  | 26 | 10 | 5  | 11 | 34 | 35 | -1   |
| 10   | Hutteen SC            | 34  | 26 | 10 | 4  | 12 | 31 | 33 | -2   |
| 11   | Al Shorta Damas       | 33  | 26 | 9  | 6  | 11 | 29 | 34 | -5   |
| 12   | Al-Horgelah SC        | 27  | 26 | 7  | 6  | 13 | 27 | 38 | -11  |
| 13   | Nawair SC P           | 15  | 26 | 2  | 9  | 15 | 21 | 43 | -22  |
| 14   | Afrin SC P            | 5   | 26 | 0  | 5  | 21 | 18 | 65 | -47  |

|  | Qualification pour la Coupe de l'AFC 2023-2024                                        |
|  | Relégation en deuxième division                                                       |
|  | T : Tenant du titre C : Vainqueur de la Coupe de Syrie P : Promu de deuxième division |

## Bilan de la saison
| Championnat de Syrie de football 2021-2022 |                        |
| Champion                                   | Tishreen SC (5e titre) |
| Qualifications continentales               |                        |
| Ligue des champions de l'AFC 2023-2024     | aucun                  |
| Coupe de l'AFC 2023-2024                   | Tishreen SC            |
| Promotions et relégations                  |                        |
| Promus en Syrian League                    | Al-Jazeera SC          |
| Promus en Syrian League                    | Al Majd Damas          |
| Relégués en 1st Division                   | Nawair SC              |
| Relégués en 1st Division                   | Afrin SC               |
| Relégués en 1st Division                   | Al-Horgelah SC         |
| Relégués en 1st Division                   | Al Shorta Damas        |